# Yashahime: Princess Half-Demon
Yashahime: Princess Half-Demon (半妖の夜叉姫?, Hanyō no yashahime, lett. "La principessa mezzodemone") è una serie televisiva anime prodotta dallo studio giapponese Sunrise, spin-off della serie anime Inuyasha, ispirato all'omonimo manga scritto e disegnato da Rumiko Takahashi. Narra le vicende di Towa Higurashi e Setsuna, figlie gemelle di Sesshomaru e Rin, e di Moroha, figlia adolescente di Inuyasha e Kagome Higurashi. I 24 episodi della prima stagione sono stati trasmessi a cadenza settimanale dal 3 ottobre 2020 al 20 marzo 2021. Una seconda stagione viene trasmessa dal 2 ottobre 2021 al 26 marzo 2022.

## Trama
Otto anni dopo la fine della serie principale, la giovane Towa, prima figlia di Sesshomaru e Rin, di quattro anni, viene separata dalla sorella gemella Setsuna e rimane bloccata nell'era moderna, dove viene adottata dalla famiglia del fratello minore di Kagome Higurashi, Sota. Dieci anni dopo, fa ritorno nell'epoca Sengoku e si riunisce con Setsuna, la quale non ricorda però nulla del suo passato e nel frattempo è diventata una cacciatrice di demoni lavorando per Kohaku, il fratello minore di Sango. Per poter recuperare i ricordi di Setsuna, come vuole Towa, le due sorelle partono all'avventura accompagnate da loro cugina Moroha, la figlia adolescente di Inuyasha e Kagome, anch'ella senza memoria dei suoi genitori naturali.

## Produzione e distribuzione
La futura distribuzione della serie fu resa nota nel maggio 2020, confermando in seguito come data d'inizio il 3 ottobre 2020 e che sarebbe avvenuta sulle reti televisive Yomiuri TV e Nippon Television. La serie è prodotta da Sunrise, diretta da Teruo Satō con il character design principale curato dall'autrice del manga originale, Rumiko Takahashi. Dallo staff di produzione di Inuyasha hanno fatto ritorno Katsuyuki Sumisawa alla sceneggiatura, insieme a Yoshihito Hishinuma che delinea il design dei personaggi specifico per l'anime e Kaoru Wada che compone la colonna sonora. In concomitanza della trasmissione dell'ultimo episodio, il 20 marzo 2021 fu reso noto l'arrivo di una seconda stagione, intitolata Yashahime: Princess Half-Demon: The Second Act, il cui debutto è avvenuto il 2 ottobre 2021.
I diritti per la pubblicazione digitale e home video della serie sono stati acquisiti da Viz Media per il Nord America e l'America Latina. Medialink ha invece acquisito i diritti di distribuzione per i territori del sud-est asiatico. Viz Media pubblica la serie in simulcast con la trasmissione nipponica sulle piattaforme Crunchyroll, Funimation e Hulu. Tra tali servizi di streaming, Crunchyroll ha reso disponibile la serie anche con i sottotitoli in italiano.

## Colonna sonora
Per i primi 13 episodi, il brano "New Era", interpretato dal gruppo idol maschile SixTONES, è stato scelto come sigla di apertura e il relativo singolo è pubblicato l'11 novembre 2020. Il tema di chiusura "Break" è interpretato dalla cantante Uru ed è pubblicato come singolo il 28 ottobre 2020. A partire dal quattordicesimo episodio, il brano "Burn" dei News viene utilizzato come tema d'apertura mentre come sigla di chiusura viene usata la canzone "Keshō" dei Ryokuōshoku Shakai.

## Episodi

### Seconda stagione
| Nº | Titolo italiano Giapponese 「Kanji」 - Rōmaji | In onda          | In onda |
| Nº | Titolo italiano Giapponese 「Kanji」 - Rōmaji | Giapponese       |         |
| 25 | Cosa vuol dire impugnare la Tenseiga 「天生牙を持つということ」 - Tenseiga o motsu to iu koto | 2 ottobre 2021   |         |
| 25 | Totosai arriva sul luogo della battaglia e sostiene di non poter riparare Tenseiga prima di tre giorni. Towa allora, per salvare la vita di Setsuna, ripristina temporaneamente la lama di Tenseiga trasferendole il suo potere demoniaco, dopodiché riesce a vedere e a trafiggere gli esseri dell'aldilà. Nel frattempo Totosai ripara la naginata di Setsuna richiamando un gran numero di demoni allontanati parzialmente da Moroha. Appena svegliata, Setsuna elimina tutti i demoni con la sua naginata e viene informata di quanto successo a Towa, che è svenuta per recuperare il suo potere demoniaco. Totosai chiede a Setsuna di riferire a sua sorella che per sconfiggere Kirinmaru dovrà mettersi alla ricerca della radice di Kyuyokon, e che per avere più informazioni dovrà rivolgersi a Bokusen'ou. |                  |         |
| 26 | Lo spirito del mare 「海の妖霊」 - Umi no yōrei | 9 ottobre 2021   |         |
| 26 | Riku fa visita al demone Mimisenri per ottenere informazioni sulle perle dell'arcobaleno. Jyubei suggerisce a Moroha di chiedere a Umiebionna informazioni su Bokusen'ou e Moroha si fa accompagnare da Setsuna e Takechiyo. Intanto Towa viene messa in guardia da un demone che rapisce le ragazze dai capelli lunghi sulla spiaggia e si tratta proprio di Umiebionna. Quest'ultima cerca vendetta per non essere riuscita a conquistare l'uomo che amava e pietrifica chiunque incroci il suo sguardo, ma quando il cadavere del suo amato riemerge dall'acqua il demone si riappacifica e fa scomparire ogni traccia di sé. |                  |         |
| 27 | La maledizione della squama d'argento 「銀鱗の呪い」 - Ginrin no noroi | 16 ottobre 2021  |         |
| 27 | Nella notte in cui Inuyasha e Sesshomaru distrussero la cometa, Zero si legò al destino di Rin e la imprigionò con la maledizione della squama d'argento, che l'avrebbe soffocata di squame. Sesshomaru, non potendo uccidere Zero in quanto sarebbe morta anche Rin, rinchiuse la sua amata nell'albero del tempo e con la farfalla dei sogni prelevò il sonno di Setsuna per rallentare il più possibile la crescita di Rin. Le tre mezzodemoni raggiungono Bokusen'ou, un albero secolare, il quale rivela loro che la radice di Kyuyokon si trova sul monte Musubi. Zero racconta a Riku che in verità lui è un corno di Kirinmaru staccatosi da lui durante uno scontro con il Generale Cane, e siccome i suoi sensi sono ancora collegati a Kirinmaru gli ordina di non avvicinarsi più a lei. |                  |         |
| 28 | La barriera del monte Musubi 「産霊山の結界」 - Musubi yama no kekkai | 23 ottobre 2021  |         |
| 28 | Ai piedi del monte Musubi, Moroha riesce a oltrepassare la barriera perché dotata di potere magico, mentre Towa e Setsuna ne rimangono intrappolate. Moroha incontra Rion, la figlia di Kirinmaru, che le spiega come salvare le sue amiche e la manda nella barriera. Al suo interno Moroha vede i suoi genitori e Setsuna scopre che sua madre Rin si trova sigillata nell'albero del tempo. Lo spirito dell'albero le dice che con la sua naginata potrà recidere il legame tra Rin e Zero e di conseguenza liberare sua madre dall'incantesimo. Le tre ragazze superano indenni la barriera e raggiungono Rion, che dona loro la radice di Kyuyokon. |                  |         |
| 29 | La giovane di nome Rion 「りおんという名の少女」 - Rion to iu na no shōjo | 30 ottobre 2021  |         |
| 29 | Rion morì seicento anni addietro, ma per volere del padre che non accettò la sua dipartita venne imprigionata nel monte Musubi e non poté andare nell'aldilà. Per questo Rion vorrebbe che qualcuno sconfiggesse Kirinmaru, in modo da liberare la sua anima, e dona alle tre ragazze mezzodemoni il potere del Kyuyokon. Setsuna però riesce a tagliare il filo rosso che collega il destino di Rion alla volontà di Kirinmaru, dopodiché la ragazzina riesce finalmente a muoversi di sua iniziativa in un corpo artificiale. Per lasciare il monte Musubi le ragazze devono sconfiggere la Bestia degli spiriti demoniaci, apparsa in seguito alla distruzione della barriera. Sarà Towa a sconfiggerla con il potere di Zanseiken, la spada gemella di Bakuseiken – appartenente a Kirinmaru – comparsa dal suono del flauto traverso Hoshikiri no Fue proveniente dal Kyuyokon. Scese dal monte incontrano Sesshomaru, che uccide davanti a Setsuna la farfalla dei sogni, e lasciano Rion alle cure di Riku. |                  |         |
| 30 | Hisui, il cacciatore di demoni 「退治屋翡翠」 - Taijiya Hisui | 6 novembre 2021  |         |
| 30 | Setsuna viene fatta rapire nel sonno dalla principessa Aiya che la prega di partecipare al suo posto alla lezione di galateo. Anche l'insegnante Kin'u delega il suo compito al fratello Hisui per bighellonare. Mentre si trova fuori la principessa Aiya viene catturata da un demone e toccherà a Hisui e alle sue sorelle andare a salvarla. |                  |         |
| 31 | L'incarico da Takechiyo 「竹千代の依頼」 - Takechiyo no irai | 13 novembre 2021 |         |
| 31 | Rion chiede aiuto a Zero per sconfiggere Kirinmaru, che ha intenzione di trascendere lo spazio e il tempo con la girandola del tempo. Kohaku deve adempiere una nuova missione di sterminio di demoni e vorrebbe l'appoggio delle sorelle Setsuna e Towa, ma si rende conto che la seconda non è ancora pronta per combattere al loro livello. Moroha accetta l'incarico di Takechiyo sull'isola Mamiana, dove vive la sua famiglia Mamidaira. |                  |         |
| 32 | La piccola galassia di Nanahoshi 「七星の小銀河」 - Nanahoshi no shōginga | 20 novembre 2021 |         |
| 32 | Moroha viene catturata dai tanuki ma riesce a liberarsi. Il Tanuki della luna piena esce allo scoperto e fa trasformare Moroha in Beniyasha. Towa, essendo figlia di Sesshomaru, riesce a vedere Akuru, uno spettro bambino che possiede una girandola, e dopo uno scontro con Kirinmaru, Riku perde la vista. I cacciatori di demoni arrivano al villaggio Gokoku minacciato sia dai tori delle fiamme che dalla divinità Mayonaka che vuole impadronirsi della benedizione dei cinque grani, una reliquia che dona prosperità. |                  |         |
| 33 | Mayonaka, il visitatore 「魔夜中の訪問者」 - Mayonaka no hōmonsha | 27 novembre 2021 |         |
| 33 | Mayonaka è l'incarnazione della divinità Mahiruma che, dopo aver donato al villaggio la benedizione dei cinque grani, la rivolle indietro perché era finita nelle mani di un solo uomo e non era stata condivisa con i villaggi limitrofi. Oharu, la figlia del capo villaggio che nascose la benedizione, si innamorò di Mahiruma e voleva sinceramente restituirgli la benedizione ma non poté farlo perché non riuscì mai a trovarla. Stanco di aspettare, Mahiruma se ne andò e lasciò Oharu da sola, che partorì il loro figlio Gorou e morì alcuni anni dopo. Ora Setsuna riesce a spezzare il filo del destino che lega Mayonaka alla benedizione dei cinque grani e il suo spirito, tornato ad essere quello di Mahiruma, può finalmente ricongiungersi con quello di Oharu in cielo. |                  |         |
| 34 | La battaglia della luna nuova (Parte prima) 「決戦の朔（前編）」 - Kessen no saku (zenpen) | 4 dicembre 2021  |         |
| 34 | Mamiana Shogen è un tanuki che prese il controllo del clan Mamidaira minacciando di morte chiunque gli si fosse opposto, sfruttando il potere del tanuki della luna piena. Questo demone fu sigillato da Kagome ma dopo la nascita delle sorelle mezzodemoni Shogen riuscì a liberare il tanuki della luna piena e tentò di uccidere Takechiyo, il legittimo erede della famiglia. Hachiemon allora decise di portarlo da Jubei dove sarebbe stato più al sicuro e l'eredità passò a suo fratello minore Kikunosuke, che essendo più debole si fa manipolare facilmente da Mamiana Shogen. Quest'ultimo otterrebbe così il pieno potere non appena Kikunosuke diventasse adulto, e la cerimonia che lo ufficializza, che Moroha deve tentare di impedire, si tiene proprio quella notte di luna nuova. Takamaru, un uccello di Takechiyo, vola da Sango per chiederle come opporsi alla tecnica "inverti cielo e terra" di Mamiana Shogen mentre Moroha, Takechiyo e Hachiemon si preparano ad irrompere dall'alto nella casa. Nel frattempo Towa è preoccupata per sua sorella Setsuna che non ha mai sperimentato la perdita dei poteri dovuta alla luna nuova, e malgrado si senta molto stanca, scrive le strategie di battaglia per i suoi colleghi sterminatori in vista dello scontro con il mostruoso monaco della neve. |                  |         |
| 35 | La battaglia della luna nuova (Parte seconda) 「決戦の朔（後編）」 - Kessen no saku (kōhen) | 11 dicembre 2021 |         |
| 35 | Hachiemon, Moroha e Takechiyo entrano nella casa del clan Mamidaira eludendo la sorveglianza e, mentre Moroha porta al sicuro Kikunosuke, Hachi convince gli altri tanuki a ribellarsi a Mamiana Shogen. Moroha scende sottoterra dove si trova il corpo del tanuki della luna piena e invece di sigillarlo lo purifica. Moroha apprende il metodo per annullare l'inversione di cielo e terra e può scagliare un Bakuryuha contro Mamiana Shogen, che ne resta sconfitto. Zero rapisce Towa, durante la sua perdita di poteri dovuta alla luna nuova, per offrire i suoi sentimenti negativi come pagamento a Nanahoshi, tuttavia Towa riesce a resistergli fino all'alba. |                  |         |
| 36 | Un posto (non) per Towa 「永遠にない場所」 - Towa ni nai basho | 18 dicembre 2021 |         |
| 36 | Zero stimola le debolezze di Towa parlando dei momenti di solitudine della sua infanzia per dare più potere a Nanahoshi. Quando sorge l'alba, Towa recupera i suoi poteri demoniaci e scatena la sua furia accendendo gli occhi di rosso. In un istante uccide Nanahoshi e sta per dare la stessa fine anche a Zero, ma Riku la ferma per proteggere sua madre ancora legata alla sorella di Kirinmaru e chiede a Towa di riprendere il senno. Nel frattempo Sesshomaru raggiunge gli sterminatori di demoni per avvisare Setsuna che la maledizione delle squame sta avvolgendo sua madre. La ragazza si reca nell'albero del tempo per liberare Rin dal legame con Zero, ma ella la prega di non farlo perché una volta reciso il filo non sarà più possibile salvare Zero dal suo risentimento (dal quale ha avuto nascita la maledizione), allora Setsuna segue il filo rosso per incontrare Zero. |                  |         |
| 37 | I sentimenti di Zero 「是露の想い」 - Zero no omoi | 25 dicembre 2021 |         |
| 37 | Setsuna impedisce a Towa di uccidere Zero e le mostra i ricordi che, assieme ai sogni, le erano stati tolti per mantenere in vita Rin. Towa si convince che Setsuna non l'ha dimenticata per sua volontà e lascia andare il rancore che Zero aveva risvegliato. Setsuna taglia il legame che Zero ha con il Generale Cane, il quale è la causa di tutte le sue sofferenze, e rimasta senza alcun risentimento, la sorella di Kirinmaru libera Rin dal legame che ha con lei e dalla maledizione. Poco dopo Riku uccide Zero. Sesshomaru consegna a Moroha la perla nera dove sono imprigionati Inuyasha e Kagome, visto che ora non possono più nuocere a Rin uccidendo Zero, ma le viene tolta da Kirinmaru durante il suo inseguimento di Akuru, con la promessa di restituirgliela se gli farà avere la girandola del tempo. |                  |         |
| 38 | Kirinmaru dell'alba 「東雲の麒麟丸」 - Shinonome no Kirinmaru | 8 gennaio 2022   |         |
| 38 | Rion si prefigge di uccidere Kirinmaru, anche se ciò imporrebbe la morte di Riku. Moroha si trasforma in Beniyasha e si mette a combattere contro Kirinmaru per riavere la perla nera, rifiutandosi di cercare per lui l'accesso alla girandola del tempo. Towa e Setsuna la aiutano appena arrivano nei pressi dell'albero del tempo e lo scontro viene proseguito da Sesshomaru, che assorbe in pieno la potenza della grande sfera di fuoco demoniaco di Kirinmaru e fa risucchiare le ragazze dalla perla nera. Sesshomaru ha esaurito le forze e dopo essersi nascosto nella foresta inibisce la sua aura per non farsi trovare da Kirinmaru. Nel frattempo Takechiyo porta al sicuro la perla nera, dentro la quale Moroha rincontra dopo tanti anni i suoi genitori Kagome e Inuyasha. |                  |         |
| 39 | Famiglia riunita 「親子の再会」 - Oyako no saikai | 15 gennaio 2022  |         |
| 39 | Inuyasha pensa che se Towa richiamasse Tenseiga potrebbero uscire dalla perla nera. Intanto Shippo, che ha sentito alcune notizie su Inuyasha e Kagome, si reca al pozzo mangiaossa ma per un errore nella sua magia di volpe non riesce a fermarsi e porta via anche Takechiyo che si trovava lì. Il bastone di Jaken permette a chi si trova nella perla nera di vedere quello che succede all'esterno: Kirinmaru spiega a Sesshomaru che il motivo per cui è interessato a viaggiare nel tempo è la distruzione della stella dello spirito demoniaco, che si schianterebbe sulla Terra tra 500 anni, per conquistare venerazione dagli umani e rispetto dagli altri demoni. A informare Kirinmaru su quello che succede nel futuro è il professor Osamu Kirin, che si è evoluto dal braccio che gli tagliò il Generale Cane gettato nel pozzo mangiaossa. |                  |         |
| 40 | La fuga delle tre principesse 「三姫の脱出」 - Sanhime no dasshutsu | 22 gennaio 2022  |         |
| 40 | Towa riesce a chiamare Tenseiga dentro la tomba del Generale Cane ma per estrarla da terra ha bisogno anche del potere demoniaco di Setsuna e Moroha che l'aiutano nell'impresa. Inuyasha, Kagome e le tre ragazze escono dal confine tra questo e l'altro mondo usando Tenseiga come chiave del portale e trovano Shippo e Takechiyo che li aspettavano all'esterno. Tessaiga fa cenno a Towa di seguirla e Shippo accompagna tutti al pozzo mangiaossa. Sesshomaru è stato portato nell'albero del tempo da Rin e Jaken perché la sua forza vitale va via via svanendo e Towa assorbe tutto il potere di Kirinmaru che opprime suo padre con il Kyuyokon, anche se questo le costerà la vita. |                  |         |
| 41 | La girandola di Akuru 「阿久留のかざぐるま」 - Akuru no kazaguruma | 29 gennaio 2022  |         |
| 41 | Akuru salva l'anima di Towa con la sua girandola, e subito dopo le due figlie di Sesshomaru accettano l'incarico dello spirito dell'albero del tempo di andare a distruggere la stella dello spirito demoniaco, che si schianterà sulla Terra nell'epoca Reiwa. Kirinmaru dona altra forza vitale a Rion, che senza di essa non potrebbe più vivere nel suo corpo, e torna a cercare Sesshomaru per sconfiggerlo definitivamente, ma trova Inuyasha e la sua famiglia a fronteggiarlo. Moroha riceve dai suoi genitori un nuovo arco fatto da loro mentre erano nella tomba del Generale Cane e si unisce alle sue cugine nella loro missione: per viaggiare nel tempo le tre principesse mezzodemoni dovranno usare la girandola del tempo che si trova nel tempio della madre di Sesshomaru. |                  |         |
| 42 | La girandola del tempo della degenerazione 「崩壊する時の風車」 - Hōkai suru toki no fūsha | 5 febbraio 2022  |         |
| 42 | Towa, Setsuna e Moroha vanno nel tempio della madre di Sesshomaru, la quale vede che Akuru le ha già scelte come idonee a viaggiare nel tempo, ma prima dovranno scontrarsi con Meidomaru, l'unione di tutte le anime che hanno provato ad attraversare il tempo e, non essendo scelte, sono rimaste intrappolate nel suo limbo. Moroha esaurisce le sue frecce sacre, Towa usa la sua Zanseiken contro Meidomaru e Setsuna riesce a individuare e a tagliare i fili del destino che lo legano al rancore verso coloro che, al posto suo, sono stati scelti. Kirinmaru rivela a Rion che la spada che lei ha donato a Towa è maledetta in modo da consumarle l'anima e liberarne il corpo che verrebbe occupato da Rion. Kirinmaru fa trafiggere il petto di Riku a Rion e dopo averla stordita la porta con sé nella girandola del tempo, sfruttando il portale aperto dalle principesse mezzodemoni. |                  |         |
| 43 | Imprevisti sul palco 「暗転の舞台」 - Anten no sutēji | 12 febbraio 2022 |         |
| 43 | Le ragazze arrivano nell'epoca moderna e si incontrano con il professor Osamu Kirin, che nonostante provenga da Kirinmaru ha sviluppato una coscienza propria e sta dalla parte degli uomini, eliminando i demoni cattivi che talvolta infestano la città. Quella sera Moe Higurashi, la madre adottiva di Towa, tiene un concerto con la band dei 6x's dove si presenteranno dei demoni, quindi le ragazze si preparano ad affrontarli e dopo averli eliminati salgono sulla Torre di Tokyo da cui assalteranno meglio la stella dello spirito demoniaco. Nel frattempo Osamu Kirin rifiuta le insistenti richieste telepatiche di Kirinmaru di aiutarlo a oltrepassare il tempo e Riku porta via Rion dalle grinfie del padre. |                  |         |
| 44 | La caduta della stella dello spirito demoniaco 「厳しいコメット滝が落ちるとき」 - Kibishī kometto taki ga ochiru toki | 26 febbraio 2022 |         |
| 44 | L'avvicinarsi della stella dello spirito demoniaco fa comparire molti demoni sia nell'epoca Reiwa che in quella Sengoku. Le principesse mezzodemoni collaborano per scalfirla ma non ottengono nessun risultato, allora Towa usa la sua Zanseiken e riesce ad assorbire il potere demoniaco dell'astro. Osamu Kirin, commosso dall'azione di Towa, usa tutto il suo potere per arrestare la stella. Riku e Rion piantano un seme di mela sul monte Musubi e vi colgono un frutto impregnato del potere Kyuyokon. Osamu Kirin prende la spada di Towa e trascina con sé la stella dello spirito demoniaco nell'epoca Sengoku, distruggendo la girandola del tempo: Moroha, Setsuna e Towa non possono più tornare nella loro epoca. |                  |         |
| 45 | La spedizione punitiva di Kirin Osamu contro gli spiriti 「希林理の妖征伐」 - Kirin Osamu no yōseibatsu | 5 marzo 2022     |         |
| 45 | Towa, Setsuna e Moroha pregano l'albero del tempo di farle tornare nella loro epoca e Akuru, usando tutte le sue forze, apre un portale per loro. Le ragazze dicono addio ai loro parenti nell'epoca moderna e attraversano il portale. Osamu Kirin ferma Rion prima che usi il frutto del Kyuyokon per togliere il potere demoniaco di Kirinmaru e la convince ad usarlo per bonificare il mondo da tutti i demoni malvagi. Il braccio destro di Kirinmaru infatti aveva scoperto una crisalide dentro la stella, che nutrita del frutto del Kyuyokon dà vita alla farfalla dello spirito demoniaco. Questo gigantesco animale ha il potere di uccidere tutti i demoni nelle sue vicinanze e assorbe Osamu Kirin e Rion, che grazie alla farfalla potranno continuare a vivere anche quando Kirinmaru morrà. Riku si rifiuta di unirsi a loro e Kirinmaru si introduce nel corpo della farfalla per riavere Rion. |                  |         |
| 46 | La farfalla dello spirito demoniaco della disperazione 「絶望の妖霊蝶」 - Zetsubō no yōrei chō | 12 marzo 2022    |         |
| 46 | Grazie a un portale aperto da Rion, Towa, Setsuna, Moroha e Riku riescono a entrare nella farfalla dello spirito demoniaco. Towa tiene impegnato il professor Kirin, il quale assorbe il potere demoniaco della ragazza tramite la Zanseiken, mentre Setsuna e Moroha raggiungono Rion e cercano di chiarire se quello che sta complottando con Osamu Kirin è ciò che vuole davvero. All'esterno, Inuyasha chiede aiuto a Miroku e al gruppo di cacciatori di demoni per bloccare la farfalla in una gabbia innalzata con i poteri buddisti del monaco. Sesshomaru inizia un'ultima battaglia contro Kirinmaru e chiede a Rin e Jaken di assistervi, anche se potrebbe essere pericoloso. |                  |         |
| 47 | Padre e figlia 「父と娘と」 - Chichi to musume to | 19 marzo 2022    |         |
| 47 | Riku permette a Towa di colpire Osamu Kirin a morte con uno stratagemma, e scompare poco dopo davanti agli occhi della ragazza mentre le dichiara il suo amore. Towa si riunisce a Setsuna e Moroha per aiutarle a tagliare i fili del destino scagliati da Rion. La voce del suo cuore rivela che in fondo ha continuato a voler bene a suo padre e lo richiama nella farfalla dello spirito demoniaco dopo che questi è stato quasi sconfitto da Sesshomaru. Rion viene messa alla prova contro il ricordo di Sakasa, il mezzodemone che la uccise, ma riesce a sopraffarlo grazie a Towa, che le concede anche in prestito il suo corpo per consentirle di abbracciare un'ultima volta Kirinmaru. Bakuseiken e Zanseiken si fondono nella spada di Amatsumikaboshi, che richiama a sé le anime di Rion e Kirinmaru. Il corpo di Towa torna alla legittima proprietaria e la farfalla dello spirito demoniaco si dissolve. |                  |         |
| 48 | Un futuro che si protrae all'infinito 「永遠に続く未来」 - Towa ni tsuzuku mirai | 26 marzo 2022    |         |
| 48 | Moroha si fa aiutare da Inuyasha nella caccia di un demone e riesce a estinguere il suo debito con Jubei. Proprio in quell'occasione un giovane di nome Kai si è recato da Jubei a chiedere aiuto a dei cacciatori di demoni, perché i mercanti della sua regione sono presi di mira. In realtà Kai è Riku travestito, che è tornato in vita grazie agli spiriti di Rion e Kirinmaru. Towa e Setsuna decidono di accompagnare Moroha e si preparano a partire. Fino ad allora Sesshomaru ha fatto affrontare loro missioni molto difficili, tanto quanto è grande la fiducia che riponeva in loro, e nel futuro Towa e Setsuna dimostreranno a tutti quanto valgono le figlie di Sesshomaru. |                  |         |

## Manga
Il 20 agosto 2021 è stato annunciato un adattamento manga della serie, curato da Takashi Shiina. Fu pubblicato sulla rivista Shōnen Sunday Super della Shōgakukan dal 25 settembre 2021, concludendosi il 25 giugno 2025.

## Accoglienza
Yashahime: Princess Half-Demon si è classificata nona al 43º Anime Grand Prix di Animage nel 2021. Rumiko Takahashi e Yoshihito Hishinuma hanno ottenuto una nomination nella categoria Best Character Design nell'edizione 2021 dei Crunchyroll Anime Awards.
Kara Dennison di Otaku USA ha fatto commenti positivi riguardo alla serie, lodando il suo cast e il modo in cui "si fa eco alla storia di Inuyasha senza semplicemente ripercorrerla". Dennison ha così concluso: "Yashahime ha offerto un giusto equilibrio tra una familiarità accogliente e un senso di novità attraente. C'è una storia completamente nuova nel mondo di Inuyasha e non vediamo l'ora di poter vedere altro". James Beckett e Monique Thomas di Anime News Network hanno invece considerato Yashahime: Princess Half-Demon come uno dei peggiori anime della stagione invernale 2021. La serie ha ricevuto critiche da parte dei recensori per la sua rappresentazione di Sesshomaru e Rin come una coppia, considerando il fatto che nella serie originale Inuyasha il demone abbia viaggiato a lungo con la ragazza quando era ancora bambina, definendo la loro relazione come una sorta di "adescamento" di minori.